# Two Faces of My Girlfriend
Pour plus de détails, voir Fiche technique et Distribution.
Two Faces of My Girlfriend (hangul : 두 얼굴의 여친; RR : Du Eolkului Yeochin) est un film sud-coréen réalisé par Lee Seok-hoon, sorti en 2007.

## Synopsis
Goo Chang a presque 30 ans et n'a toujours pas eu de petite-amie et n'a toujours pas connu son premier baiser. Un jour, il ramasse un portefeuille perdu, ce qui l'amène à rencontrer la douce et innocente, Ani, la propriétaire du portefeuille. Il tombe amoureux d'elle et tous les deux commencent à se fréquenter. Mais juste au moment où tout semble aller pour le mieux, il découvre un autre facette de Ani : elle devient agressive, grossière et boit trop. Il apprend plus tard que sa petite amie a un trouble dissociatif de l'identité et que Hani, sauvage et violente est l'une de ses deux personnalités... 

## Fiche technique
- Titre original : 두 얼굴의 여친, Du Eolkului Yeochin
- Titre international : Two Faces of My Girlfriend
- Réalisation : Lee Seok-hoon
- Scénario : Hwang In-ho
- Photographie : Lee Du-man
- Montage : Nam Na-yeong
- Musique : Bang Jun-seok
- Production : Kim Min-gi, Heo Chang et Andy Yoon
- Société de distribution : Showbox/Mediaplex
- Société de production : Fineworks
- Pays d'origine :  Corée du Sud
- Langue originale : coréen
- Format : Couleur - 2.35 : 1
- Dates de sortie :
  -  Corée du Sud : 12 septembre 2007

## Distribution
- Bong Tae-gyu : Gu-chang
- Jung Ryeo-won : Ani/Hani/Yu-ri
- Lee Hye-eun : Young-sun
- Shin Eun-jung : Sang-hee
- Kim In-kwon : Seonbae de  Gu-chang
- Jin Tae-hyun : Shi-hoo
- Kim Tae-su : Hubae de Gu-chang
- Kim Gyeong-rae : Hubae de Gu-chang
- Jang Ji-woong : Hubae de Gu-chang
- Sa-hee : Petite-amie de Shi-hoo
- Jo Dal-hwan : Bum
- Go Tae-ho : Dong-gu
- Im Hyung-kook : Collègue de Gu-chang
- Lee Young-ah : Fille glamour
- Kim Hye-ok : Mère de Gu-chang
- Kim Tan-hyun : Policier 1
- Kim Ji-min : Membre de l'expédition pour l'Antarctique
- Jo Yeon-ho : Psychiatre
- Lee Su-na

## Distinctions

### Récompenses
- 28e Blue Dragon Film Awards : Meilleure nouvelle actrice pour Jung Ryeo-won
- 4e Premiere Rising Star Asian Awards : Meilleure nouvelle actrice pour Jung Ryeo-won

### Nominations
- 44e Baeksang Arts Awards : Meilleure nouvelle actrice pour Jung Ryeo-won